# Eden Golan

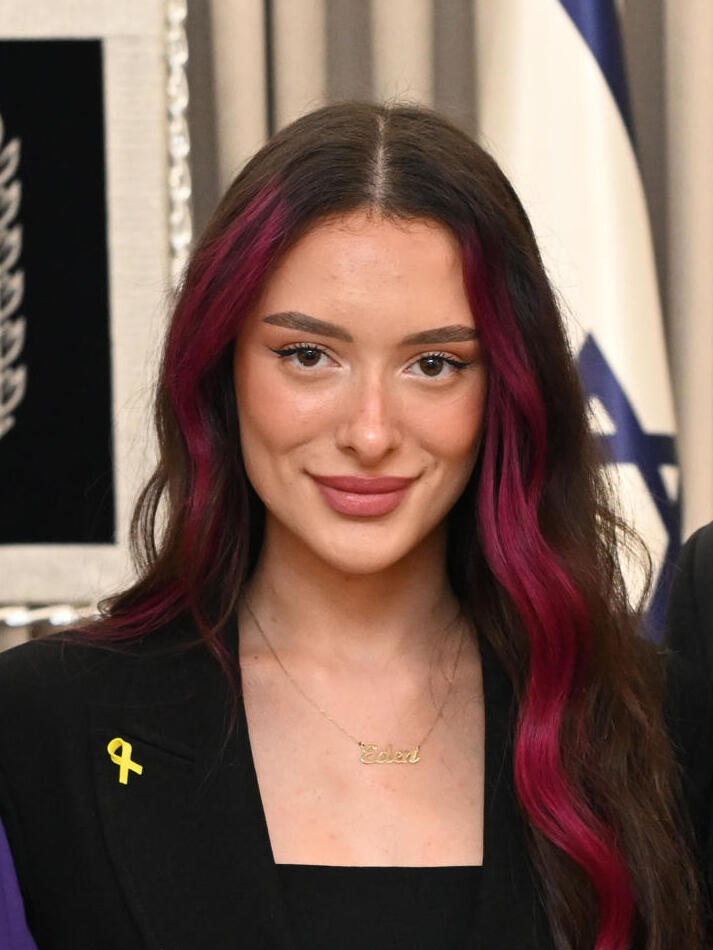
Eden Golan (2024)

Eden Golan (hebräisch: עדן גולן, russisch: Эден Голан; * 5. Oktober 2003 in Kfar Saba) ist eine israelisch-russische Sängerin. Sie vertrat Israel beim Eurovision Song Contest 2024 in Malmö mit dem Lied Hurricane.

## Herkunft und Familie
Golans Vater ist ein jüdischer Lette und ihre Mutter eine jüdische Ukrainerin, die aus der Sowjetunion nach Israel ausgewandert waren. Golan wurde in Israel geboren, zog jedoch als Kind mit ihrer Familie nach Moskau, wo ihr Vater für die nach dem russischen Überfall auf die Ukraine 2022 sanktionierte Sowkombank arbeitete. Insgesamt verbrachte sie 13 Jahre in Russland, bevor sie 2022 kurz nach dem russischen Überfall auf die Ukraine mit ihren Eltern nach Israel zurückkehrte. Sie hat sowohl die israelische als auch die russische Staatsbürgerschaft. Im September 2024 begann sie ihren Wehrdienst bei der israelischen Armee.

## Karriere
Bereits als Kind trat Golan als Tänzerin auf, bevor sie mit neun Jahren zu singen begann. 2015 nahm sie am russischen Vorentscheid für den Junior Eurovision Song Contest teil und belegte den fünften Platz. Drei Jahre später war sie Kandidatin bei der russischen Version von The Voice Kids, wo sie im Team von Pelageja war und das Finale erreichte. Für ein Jahr war sie Mitglied der Girlgroup Cosmos Girls des russischen Produzenten Grigori Leps.
Nach ihrer Rückkehr nach Israel begann Golan mit dem Veröffentlichen eigener Singles und nahm an der Castingshow Ro'im et Hakol teil, wo sie jedoch in der ersten Runde ausschied. 2016 trat sie im Alter von 12 Jahren beim New Wave-Festival für Kinder auf der besetzten Krim auf und sang dort ihren Song Howl at the Moon im Duett mit Njuscha. Darum steht sie seit Februar 2024 auf einer Liste von „Feinden der Ukraine“, die von der Nichtregierungsorganisation Mirotworez geführt wird.
Ab November 2023 nahm Golan an HaKokhav HaBa 2024, dem israelischen Vorentscheid für den Eurovision Song Contest 2024, teil. Im Finale am 6. Februar 2024 konnte sie sowohl die meisten Jury- als auch die meisten Televoting-Stimmen auf sich vereinen und konnte den Wettbewerb somit gewinnen. Sie vertrat Israel beim Eurovision Song Contest 2024 in Malmö. Ihr Lied Hurricane wurde am 10. März 2024 veröffentlicht. Dank zweithöchstem Publikumsvoting platzierte sie sich im Finale am 11. Mai auf den 5. Platz.
Im Zusammenhang mit dem Krieg in Israel und Gaza seit 2023 wurde von Demonstranten der Ausschluss Israels vom Eurovision Song Contest 2024 gefordert und zum Boykott Golans und ihres Beitrags aufgerufen. In den sozialen Medien wurde Golan mit Mord gedroht. Für den Auftritt der israelischen Delegation wurden erhöhte Sicherheitsvorkehrungen eingeführt, sodass Golan ihr Hotelzimmer nur für Proben und Auftritte verlassen konnte. Die Europäische Rundfunkunion, die eine Neufassung des als October Rain eingereichten Wettbewerbstitels Hurricane durchgesetzt hatte, veröffentlichte Statements zur Teilnahme Israels am ESC und zu Drohungen, ohne Golan zu erwähnen. Sie selbst wolle mit ihrer Stimme für die Entführten und ihre Angehörigen sprechen und schätze die ihr entgegengebrachte Liebe höher als den ihr entgegenschlagenden Hass.

## Diskografie

### Singles
- 2015: Schastye
- 2022: Ghost Town
- 2022: Let Me Blow Ya Mind
- 2023: Taxi
- 2023: Dopamine
- 2024: Hurricane
- 2024: Older
- 2025: Wait for You
- 2025: You & I